# 黔州
黔州，中国古代的州。贵州省简称黔的来源。
北周建德三年（574年）改奉州置，治所在今重庆市彭水苗族土家族自治县。隋朝开皇十三年（593年）置彭水县为州治，治今县东。辖境相当今重庆市彭水苗族土家族自治县和贵州省务川、沿河等县部分地。大业三年（607年）改黔安郡。唐朝武德元年（618年）复改黔州。天宝元年（742年）改黔中郡，乾元元年（758年）复为黔州。辖境约当今彭水、黔江等县区地。南宋绍定元年（1228年）升绍庆府。
| 唐朝黔州辖县 | 唐朝黔州辖县 |
| ------------ | --- |
| 618年        | 彭水县、都上县、信安县、石城县（今重庆市黔江区舟白街道茶树坝村老鹰关）                                                                                               |
| 619年        | 彭水县、都上县、石城县（信安县改属义州，增设盈隆县（今重庆市彭水县鹿角镇西岸鹿角村）、洪杜县（移治今贵州省沿河县塘坝乡构皮村）、相永县、万资县）                     |
| 630年        | 彭水县（移治今重庆市彭水县汉葭镇）、石城县（移治今重庆市黔江区舟白街道湾塘村）、洪杜县（移治今贵州省沿河县洪渡镇）、盈隆县（相永县、万资县改属思州，都上县改属夷州） |
| 636年        | 彭水县、石城县、盈隆县（移治今贵州省务川县濯水镇）、洪杜县（增高富县）                                                                                               |
| 637年        | 彭水县、石城县、盈隆县、洪杜县（增信宁县（今重庆市武隆县江口镇），高富县改属夷州）                                                                                   |
| 646年        | 彭水县、石城县、盈隆县、洪杜县、信宁县（增都濡县） |
| 665年        | 彭水县、石城县、盈隆县、洪杜县（移治今重庆市酉阳县龚滩镇）、信宁县、都濡县                                                                                           |
| 712年        | 彭水县、石城县、盈隆县（增盈川县）、洪杜县、信宁县、都濡县 |
| 742年        | 彭水县、石城县（改名黔江县）、盈川县（改名洋水县）、洪杜县、信宁县、都濡县                                                                                           |

## 刺史
| 唐朝黔州刺史 - 田世康（621年） - 周护（贞观年间） - 萧龄之（贞观年间—644年） - 李孟常（650年） - 常何（652年—653年） - 李子和（656年） - 谢祐（682年） - 陈瓒（691年） - 乙速孤行俨（705年—706年） - 卢藏用（开元初年，未任） - 周利贞（开元初年，未任） - 裴旷（735年） - 浑瑊（738年） - 徐玄之（开元年间） - 萧希谅（开元年间） - 孙某（开元年间） | - 赵国珍（758年—762年，原为黔中郡太守） - 薛舒（762年—775年） - 萧建（大历年间） - 李樟（大历年间） - 李国清（777年—779年） - 李通（780年—781年） - 元全柔（781年—786年） - 李模（786年—788年） - 李速（789年） - 吕颂（789年—792年） - 崔穆（792年—793年） - 王础（795年—799年） - 韦士宗（799年—801年） - 裴佶（801年—804年） - 郗士美（804年—807年） - 李词（807年—808年） - 窦群（808年—811年） | - 崔能（811年—813年） - 李道古（813年—816年） - 魏义通（816年—819年） - 严谟（819年—821年） - 崔元略（821年—822年） - 裴弘泰（827年—831年） - 陈正仪（831年—834年） - 李玭（835年—838年） - 张沼（838年—840年） - 马植（840年—846年） - 韦康（847年） - 南卓（852年—854年） - 蹇修行（大中年间） - 陈君实（大中、咸通年间） - 杜子迁（咸通初年） - 李褒（咸通年间） | - 卢潘（863年—866年） - 鱼孟威（866年—868年） - 秦匡谋（869年—873年） - 李坰（874年—878年） - 高泰（879年—880年） - 陈侁（883年） - 曹诚（885年） - 禧实（885年—887年） - 李鋋（887年—893年） - 王瓌（892年，未任） - 曹诚（893年，未任） - 李鋋（895年） - 王建肇（895年—896年） - 赵崇（896年—902年） - 晋晖（天复年间） - 李颜 - 张君平 |